# European Neurology
European Neurology, bibliografisch kurz Eur Neurol, ist eine medizinische Fachzeitschrift für Psychiatrie und Neurologie.
Der Vorläufer der Zeitschrift wurde 1897 von Carl Wernicke und Theodor Ziehen gegründet. Die Bände 1 bis 133 (von 1897 bis 1957) wurden unter dem Titel Monatsschrift für Psychiatrie und Neurologie, die Bände 134 bis 154 (von 1957 bis 1967) unter dem Titel Psychiatria et Neurologia veröffentlicht. Im Jahre 1968 wurde die Zeitschrift in European Neurology und Psychiatria Clinica (heute Psychopathology) geteilt.
Laut ISI Web of Knowledge lag im Jahr 2014 der Impact-Faktor bei 1,356,  damit liegt die Zeitschrift in der Kategorie Neurowissenschaften an 217. Stelle von 252 Zeitschriften und in der Kategorie Klinische Neurologie an 151. Stelle von 192 Zeitschriften.